# تپه مخروطی

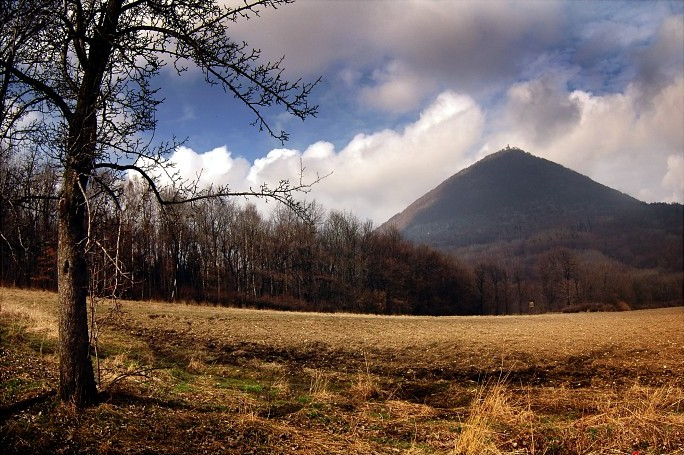
Milešovka Hill در بلندی‌های مرکزی بوهمیا، جمهوری چک.

تپه مخروطی به زمین‌چهری با شکل مخروطی مشخص گفته می‌شود. این پدیده معمولاً منفرد است یا بالاتر از سایر کوهپایه‌های اطراف قرار دارد و اغلب در مناطق آتشفشانی یافت می‌شود.
کوه‌ها یا تپه‌های مخروطی به شکل‌های مختلف ظاهر می‌شوند و لزوماً مخروط‌های هندسی‌شکل نیستند؛ برخی از آنها بیشتر به‌شکل برج هستند یا در یک طرف تپه دارای انحنای نامتقارن هستند. با این حال، به‌طور معمول، این کوه‌ها یا تپه‌ها یک پایه دایره ای و اضلاع صاف با شیب تا ۳۰ درجه دارند. چنین کوه‌های مخروطی در تمام مناطق آتشفشانی جهان یافت می‌شود، مانند بلندی‌های مرکزی بوهمیا در جمهوری چک، کوه‌های روهن در آلمان یا ماسیف سانترال در فرانسه.